# Вспышкопускатели
Вспышковыпускатели — революционный народнический кружок. Образован в конце 1873-начале 1874 гг. в Петербурге и существовал до лета 1874 г.

## Состав
Основателями кружка были И. И. Каблиц и И. Я. Чернышёв.
Члены кружка: В. П. Рогачёва, Н. Я. Стронский, М. П. Щукина-Каблиц, Т. П. Щукина-Стронская, М. Ф. Цвинёва.

## Идеология
Основатели кружка разделяли концепцию Бакунина о «готовности» русского крестьянства к немедленному восстанию, пропагандировали идею организации отдельных крестьянских выступлений («вспышек», отсюда название кружка, данное Клеменцем) с целью революционного воспитания народа. «Вспышковыпускатели» выступали против пропагандистской тактики народников, резко критиковали программу журнала «Вперёд!», написанную П. Л. Лавровым. В среде членов кружка впервые возникла идея «центрального удара» — взрыва Зимнего дворца с целью уничтожения императорской семьи (во 2-й половине 1870-х годов этот план разрабатывался некоторыми членами «Земли и воли», частично осуществлён Халтуриным в 1880 году). Весной 1874 г. руководитель кружка И. И. Каблиц уехал в Киев для координации с местными революционерами планов летнего похода «в народ». Летом 1874 г. в результате массовых арестов участников «хождения в народ» кружок распался. Некоторые его участники осуждены по «процессу 193-х».